# Трощенков, Андрей Владимирович
Андрей Владимирович Трощенков (род. 23 сентября 1972) — советский и российский хоккеист, защитник.

## Биография
Воспитанник новокузнецкого хоккея, всю карьеру провёл в местном «Металлурге». В сезоне 1988/89 дебютировал в первой лиге. С 1992 года в течение шести сезонов выступал в МХЛ и РХЛ. В сезонах 1996/97 — 1998/99 также играл за дубль в первой лиге.
На рубеже 1995—1996 годов играл за сборную России (сборную клубов) против сборной Канады.